# 东邦瓦斯

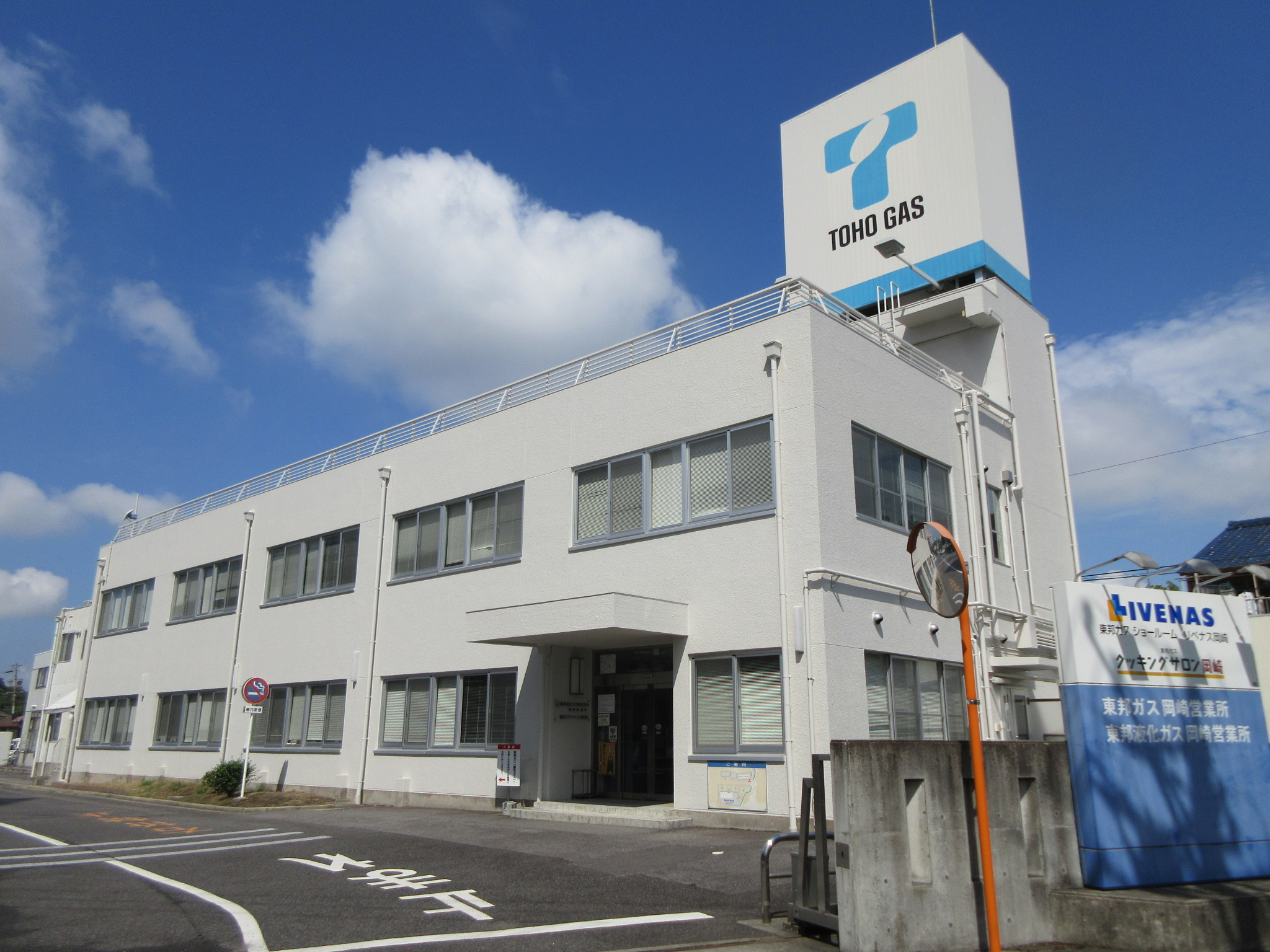
冈崎事业所

东邦瓦斯（日语：東邦瓦斯株式会社)是一家日本煤气公司，主要服务于爱知县、岐阜县、三重县等区域，和東京瓦斯、大阪瓦斯、西部瓦斯并称日本四大都市瓦斯公司。

## 历史
1922年关西电气和九州电灯铁道合并，改称东邦电力，旗下煤气业务也独立出来成立名古屋瓦斯株式会社，1922年和西部合同瓦斯株式会社合并。1949年上市。